# روبرت دبليو. كروفورد
روبرت دبليو. كروفورد (بالإنجليزية: Robert W Crawford)‏ هو مسؤول أمريكي، ولد في 11 أبريل 1906 في ماريلند في الولايات المتحدة، وتوفي في 11 أبريل 1995 في والنوت كريك في الولايات المتحدة بسبب قصور القلب.